# Wes Hoolahan
Wesley Hoolahan (Dublino, 20 maggio 1982) è un ex calciatore irlandese, di ruolo centrocampista.

## Carriera

### Club

#### Shelbourne
Nel 2001 inizia la sua carriera da professionista con lo Shelbourne, militante nella massima serie irlandese. Con i biancorossi di Dublino vince 3 campionati (2001-2002, 2003 e 2004) e fa il suo esordio in Coppa UEFA (16 settembre 2004) nel pareggio casalingo contro i francesi del LOSC Lille per 2-2.

#### Livingston e Blackpool
Nella sessione di mercato invernale 2005-2006 viene ceduto agli scozzesi del Livingston per 145.000 euro. Dopo sole 16 presenze, il 21 luglio 2006 viene mandato in prestito al Blackpool. Realizza il primo gol per club il 30 settembre successivo, con un calcio di rigore nella vittoria per 3-0 contro il Leyton Orient al Bloomfield Road. A fine campionato ottiene la promozione in Championship e viene riscattato, con un contratto biennale.

#### Norwich
Il 1º luglio 2008 viene acquistato dal Norwich City per circa 375.000 euro. Il 13 agosto 2011 fa il suo esordio in Premier League, a 29 anni, nel pareggio per 1-1 contro il Wigan. Nella stessa partita realizza anche il suo primo gol nel massimo campionato inglese con un mancino al minuto 45.

#### West Bromwich Albion
Il 14 settembre 2018, rimasto svincolato, viene acquistato dal West Bromwich Albion, appena retrocesso in Championship con un contratto semestrale. Nonostante il poco spazio trovato il 1º febbraio 2019 rinnova il proprio contratto fino alla fine della stagione. A fine anno, dopo avere giocato solo 6 partite, non rinnova il suo contratto col club.

#### Newcastle Jets
Il 9 agosto 2019 si trasferisce al Newcastle Jets.

#### Cambridge United
Il 28 luglio 2020 sigla un contratto biennale con il Cambridge Utd.

### Nazionale
Dal 2002 al 2003 ha fatto parte della selezione Under 21 irlandese.
Riceve la prima convocazione nel novembre 2002 contro i parietà della Grecia nel pareggio per 0-0. Il 6 febbraio 2013 realizza il suo primo gol in nazionale in amichevole contro la Polonia (vittoria per 2-0 finale).
Dopo essere stato convocato (2013 escluso) poche volte da Giovanni Trapattoni, trova pù spazio durante la gestione di Martin O'Neill, con cui va a segno nel successo per 7-0 contro Gibilterra (in cui fornisce pure 2 assist). Successivamente O'Neal lo convoca per gli Europei 2016 in Francia, in cui sigla il gol del momentaneo 1-0 nella partita d'esordio contro la Svezia, terminata poi 1-1.
L'8 febbraio 2018 annuncia il proprio ritiro dalla Nazionale maggiore. In totale conta 43 presenze e 3 gol, la maggior parte delle quali da subentrante o da sostituito.

## Statistiche

### Cronologia presenze e reti in nazionale
| Cronologia completa delle presenze e delle reti in nazionale ― Irlanda | Cronologia completa delle presenze e delle reti in nazionale ― Irlanda | Cronologia completa delle presenze e delle reti in nazionale ― Irlanda | Cronologia completa delle presenze e delle reti in nazionale ― Irlanda | Cronologia completa delle presenze e delle reti in nazionale ― Irlanda | Cronologia completa delle presenze e delle reti in nazionale ― Irlanda | Cronologia completa delle presenze e delle reti in nazionale ― Irlanda | Cronologia completa delle presenze e delle reti in nazionale ― Irlanda |
| Data                                                                   | Città                                                                  | In casa                                                                | Risultato                                                              | Ospiti                                                                 | Competizione                                                           | Reti                                                                   | Note                                                                   |
| ---------------------------------------------------------------------- | ---------------------------------------------------------------------- | ---------------------------------------------------------------------- | ---------------------------------------------------------------------- | ---------------------------------------------------------------------- | ---------------------------------------------------------------------- | ---------------------------------------------------------------------- | ---------------------------------------------------------------------- |
| 29-5-2008                                                              | Londra                                                                 | Irlanda                                                                | 1 – 0                                                                  | Colombia                                                               | Amichevole                                                             | -                                                                      | 89’                                                                    |
| 14-11-2012                                                             | Dublino                                                                | Irlanda                                                                | 0 – 1                                                                  | Grecia                                                                 | Amichevole                                                             | -                                                                      | 46’                                                                    |
| 6-2-2013                                                               | Dublino                                                                | Irlanda                                                                | 2 – 0                                                                  | Polonia                                                                | Amichevole                                                             | 1                                                                      | 62’                                                                    |
| 22-3-2013                                                              | Stoccolma                                                              | Svezia                                                                 | 0 – 0                                                                  | Irlanda                                                                | Qual. Mondiali 2014                                                    | -                                                                      | 76’                                                                    |
| 2-6-2013                                                               | Dublino                                                                | Irlanda                                                                | 4 – 0                                                                  | Georgia                                                                | Amichevole                                                             | -                                                                      | 75’                                                                    |
| 7-6-2013                                                               | Dublino                                                                | Irlanda                                                                | 3 – 0                                                                  | Fær Øer                                                                | Qual. Mondiali 2014                                                    | -                                                                      | 73’                                                                    |
| 14-8-2013                                                              | Cardiff                                                                | Galles                                                                 | 0 – 0                                                                  | Irlanda                                                                | Amichevole                                                             | -                                                                      | 69’                                                                    |
| 15-10-2013                                                             | Dublino                                                                | Irlanda                                                                | 3 – 1                                                                  | Kazakistan                                                             | Qual. Mondiali 2014                                                    | -                                                                      | 87’                                                                    |
| 15-11-2013                                                             | Dublino                                                                | Irlanda                                                                | 3 – 0                                                                  | Lettonia                                                               | Amichevole                                                             | -                                                                      | 73’                                                                    |
| 19-11-2013                                                             | Poznań                                                                 | Polonia                                                                | 0 – 0                                                                  | Irlanda                                                                | Amichevole                                                             | -                                                                      | 73’                                                                    |
| 5-3-2014                                                               | Dublino                                                                | Irlanda                                                                | 1 – 2                                                                  | Serbia                                                                 | Amichevole                                                             | -                                                                      | 45’ 61’                                                                |
| 25-5-2014                                                              | Dublino                                                                | Irlanda                                                                | 1 – 2                                                                  | Turchia                                                                | Amichevole                                                             | -                                                                      |                                                                        |
| 31-5-2014                                                              | Londra                                                                 | Italia                                                                 | 0 – 0                                                                  | Irlanda                                                                | Amichevole                                                             | -                                                                      | 67’                                                                    |
| 7-6-2014                                                               | Chester                                                                | Costa Rica                                                             | 1 – 1                                                                  | Irlanda                                                                | Amichevole                                                             | -                                                                      | 83’                                                                    |
| 11-6-2014                                                              | East Rutherford                                                        | Portogallo                                                             | 5 – 1                                                                  | Irlanda                                                                | Amichevole                                                             | -                                                                      | 66’                                                                    |
| 3-9-2014                                                               | Dublino                                                                | Irlanda                                                                | 2 – 0                                                                  | Oman                                                                   | Amichevole                                                             | -                                                                      | 59’                                                                    |
| 11-10-2014                                                             | Dublino                                                                | Irlanda                                                                | 7 – 0                                                                  | Gibilterra                                                             | Qual. Euro 2016                                                        | 1                                                                      | 63’                                                                    |
| 14-10-2014                                                             | Gelsenkirchen                                                          | Germania                                                               | 1 – 1                                                                  | Irlanda                                                                | Qual. Euro 2016                                                        | -                                                                      | 76’                                                                    |
| 29-3-2015                                                              | Dublino                                                                | Irlanda                                                                | 1 – 1                                                                  | Polonia                                                                | Qual. Euro 2016                                                        | -                                                                      | 25’                                                                    |
| 13-6-2015                                                              | Dublino                                                                | Irlanda                                                                | 1 – 1                                                                  | Scozia                                                                 | Qual. Euro 2016                                                        | -                                                                      | 73’                                                                    |
| 4-9-2015                                                               | Faro                                                                   | Gibilterra                                                             | 0 – 4                                                                  | Irlanda                                                                | Qual. Euro 2016                                                        | -                                                                      | 77’                                                                    |
| 7-9-2015                                                               | Dublino                                                                | Irlanda                                                                | 1 – 0                                                                  | Georgia                                                                | Qual. Euro 2016                                                        | -                                                                      | 75’                                                                    |
| 8-10-2015                                                              | Dublino                                                                | Irlanda                                                                | 1 – 0                                                                  | Germania                                                               | Qual. Euro 2016                                                        | -                                                                      | 89’                                                                    |
| 11-10-2015                                                             | Varsavia                                                               | Polonia                                                                | 2 – 1                                                                  | Irlanda                                                                | Qual. Euro 2016                                                        | -                                                                      | 73’                                                                    |
| 13-11-2015                                                             | Zenica                                                                 | Bosnia ed Erzegovina                                                   | 1 – 1                                                                  | Irlanda                                                                | Qual. Euro 2016                                                        | -                                                                      | 60’                                                                    |
| 16-11-2015                                                             | Dublino                                                                | Irlanda                                                                | 2 – 0                                                                  | Bosnia ed Erzegovina                                                   | Qual. Euro 2016                                                        | -                                                                      | 54’                                                                    |
| 25-3-2016                                                              | Dublino                                                                | Irlanda                                                                | 1 – 0                                                                  | Svizzera                                                               | Amichevole                                                             | -                                                                      | 79’                                                                    |
| 29-3-2016                                                              | Dublino                                                                | Irlanda                                                                | 2 – 2                                                                  | Slovacchia                                                             | Amichevole                                                             | -                                                                      | 73’                                                                    |
| 27-5-2016                                                              | Dublino                                                                | Irlanda                                                                | 1 – 1                                                                  | Paesi Bassi                                                            | Amichevole                                                             | -                                                                      | 76’                                                                    |
| 31-5-2016                                                              | Cork                                                                   | Irlanda                                                                | 1 – 2                                                                  | Bielorussia                                                            | Amichevole                                                             | -                                                                      | 68’                                                                    |
| 13-6-2016                                                              | Saint-Denis                                                            | Irlanda                                                                | 1 – 1                                                                  | Svezia                                                                 | Euro 2016 - 1º turno                                                   | 1                                                                      | 78’                                                                    |
| 18-6-2016                                                              | Bordeaux                                                               | Belgio                                                                 | 3 – 0                                                                  | Irlanda                                                                | Euro 2016 - 1º turno                                                   | -                                                                      | 71’                                                                    |
| 22-6-2016                                                              | Villeneuve-d'Ascq                                                      | Italia                                                                 | 0 – 1                                                                  | Irlanda                                                                | Euro 2016 - 1º turno                                                   | -                                                                      | 77’                                                                    |
| 26-6-2016                                                              | Décines-Charpieu                                                       | Francia                                                                | 2 – 1                                                                  | Irlanda                                                                | Euro 2016 - Ottavi di finale                                           | -                                                                      | 72’                                                                    |
| 31-8-2016                                                              | Dublino                                                                | Irlanda                                                                | 4 – 0                                                                  | Oman                                                                   | Amichevole                                                             | -                                                                      | 57’                                                                    |
| 9-10-2016                                                              | Chișinău                                                               | Moldavia                                                               | 1 – 3                                                                  | Irlanda                                                                | Qual. Mondiali 2018                                                    | -                                                                      | 86’                                                                    |
| 12-11-2016                                                             | Vienna                                                                 | Austria                                                                | 0 – 1                                                                  | Irlanda                                                                | Qual. Mondiali 2018                                                    | -                                                                      | 78’                                                                    |
| 2-6-2017                                                               | East Rutherford                                                        | Messico                                                                | 3 – 1                                                                  | Irlanda                                                                | Amichevole                                                             | -                                                                      | 64’                                                                    |
| 4-6-2017                                                               | Dublino                                                                | Irlanda                                                                | 3 – 1                                                                  | Uruguay                                                                | Amichevole                                                             | -                                                                      | 46’                                                                    |
| 11-6-2017                                                              | Dublino                                                                | Irlanda                                                                | 1 – 1                                                                  | Austria                                                                | Qual. Mondiali 2018                                                    | -                                                                      | 71’                                                                    |
| 5-9-2017                                                               | Dublino                                                                | Irlanda                                                                | 0 – 1                                                                  | Serbia                                                                 | Qual. Mondiali 2018                                                    | -                                                                      | 62’                                                                    |
| 6-10-2017                                                              | Dublino                                                                | Irlanda                                                                | 2 – 0                                                                  | Moldavia                                                               | Qual. Mondiali 2018                                                    | -                                                                      | 79’                                                                    |
| 14-11-2017                                                             | Dublino                                                                | Irlanda                                                                | 1 – 5                                                                  | Danimarca                                                              | Qual. Mondiali 2018                                                    | -                                                                      | 46’                                                                    |
| Totale                                                                 |                                                                        | Presenze                                                               | 43                                                                     |                                                                        | Reti                                                                   | 3                                                                      |                                                                        |